# 스와티인
스와티인(Swati) 또는 스와지인(Swazi)은 에스와티니의 주류 민족이다. 에스와티니와 남아공의 음푸말랑가주에 거주한다.
]